# Майский (Нижнеудинский район)
Майский — посёлок в Нижнеудинском районе Иркутской области России. Входит в Усть-Рубахинское муниципальное образование.

## География
Посёлок находится в 2 километрах к югу от города Нижнеудинска.

## Население
| 2002 | 2010 | 2011 | 2012 |
| ---- | ---- | ---- | ---- |
| 187  | ↘161 | →161 | ↗162 |

По данным Всероссийской переписи населения 2010 года численность населения посёлка составила 161 человек.
Национальный состав
По данным Всероссийской переписи населения 2002 года из 187 жителей посёлка 98 % составляли русские.